# Dibër (distrito)
Dibër (em albanês:  Rrethi i Dibrës) é um dos 36 distritos da Albânia localizado na prefeitura de Dibër. Sua capital é a cidade de Peshkopi. Está situado junto à fronteira entre a Macedônia e a Albânia.